# La Brabançonne

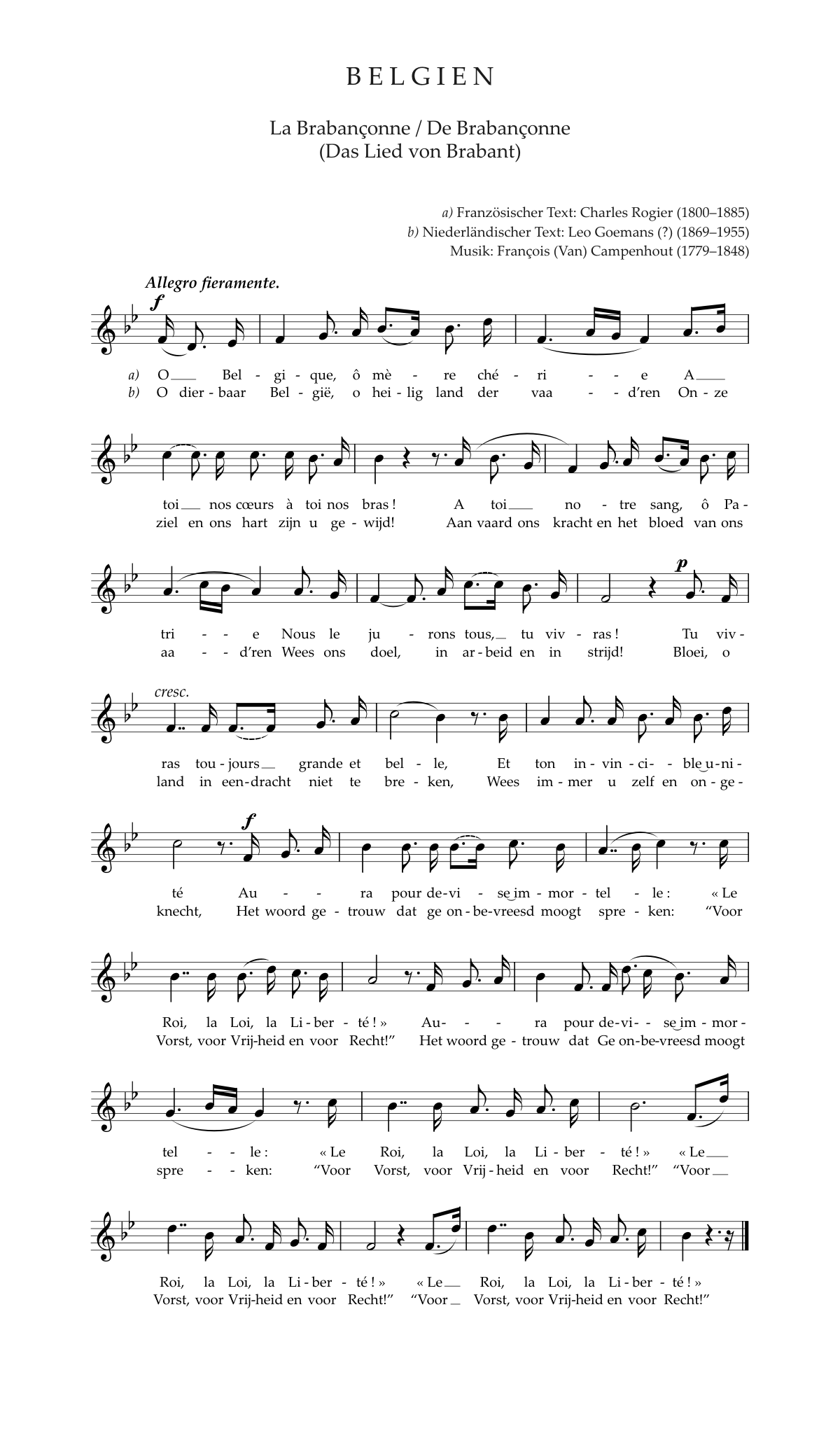
Cântecul

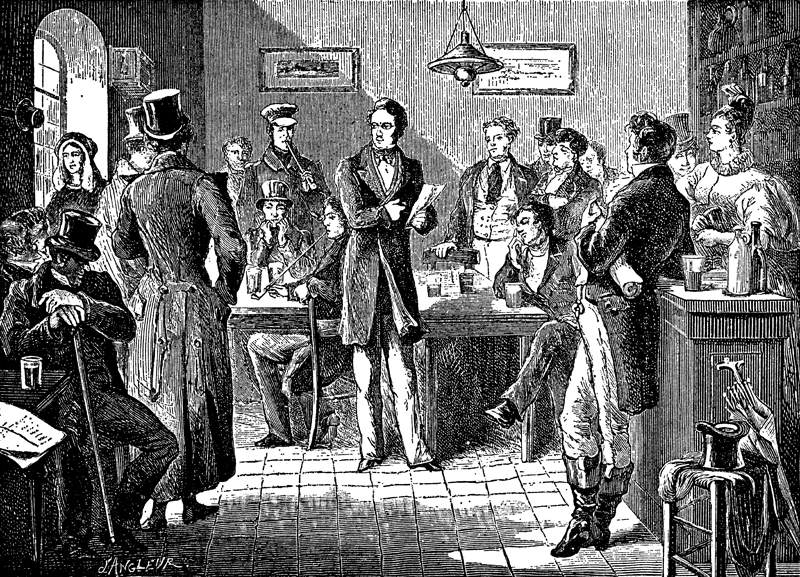
Litografia lui Jenneval

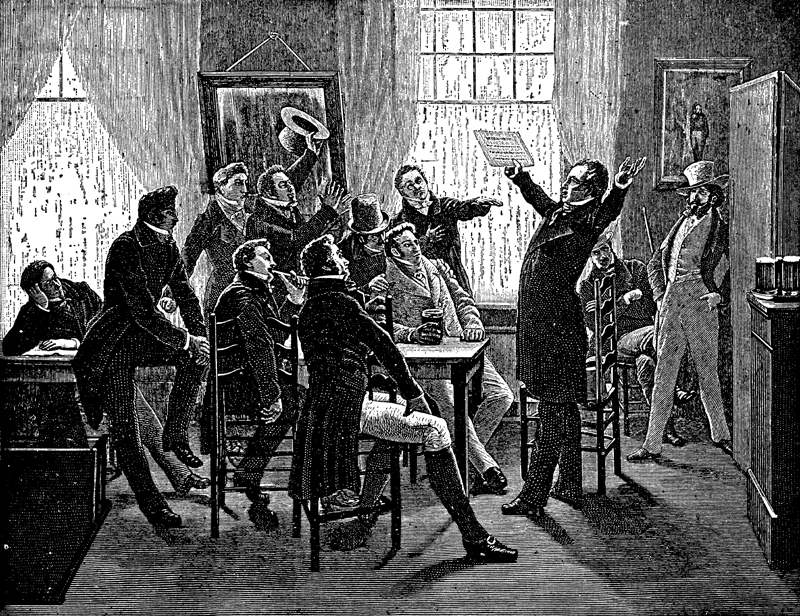
Litografia lui Campenhout

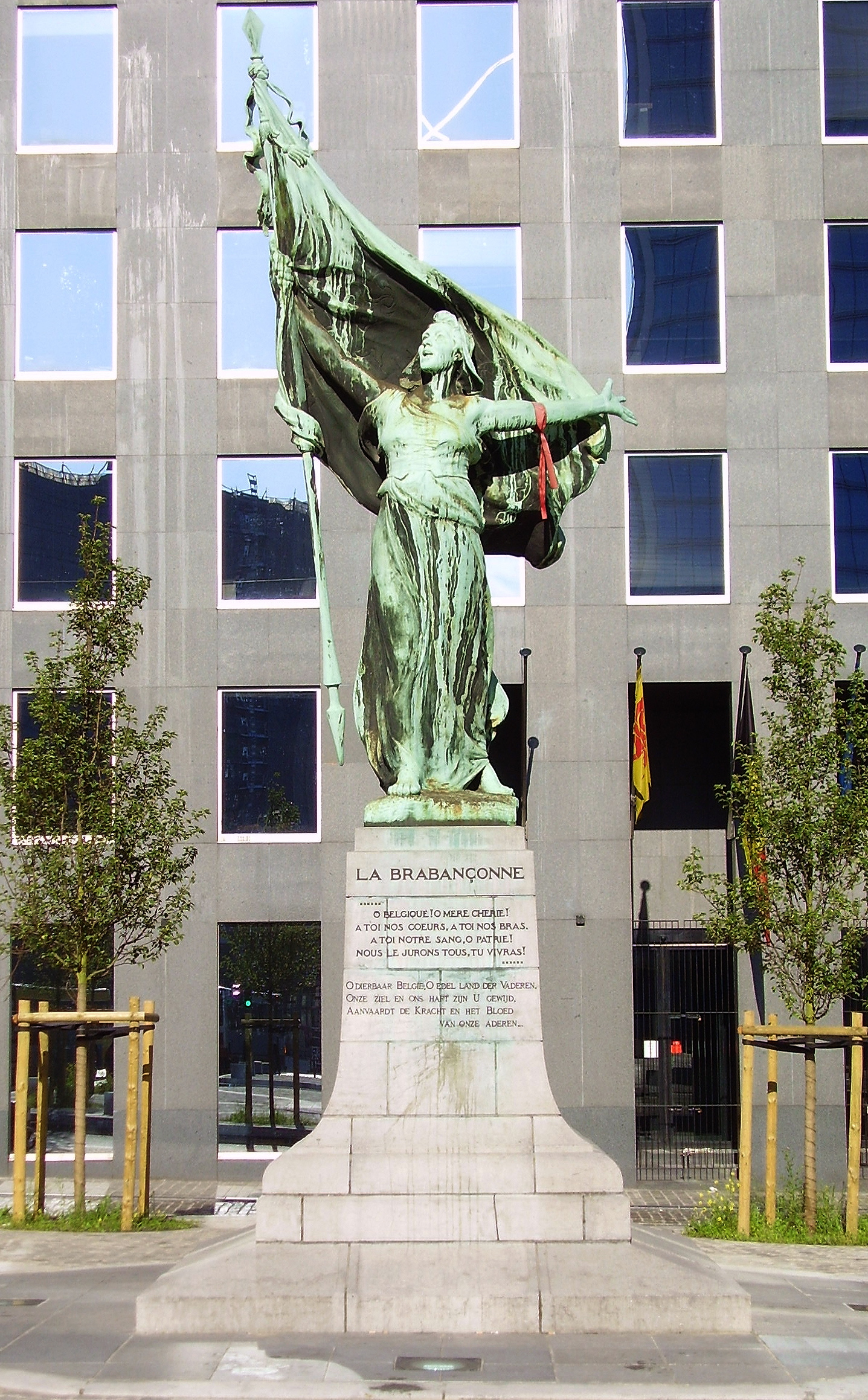
La Brabançonne monument in Brussels

Barabanteana este imnul național al Belgiei. Imnul are două versiuni, cea originală, în limba franceză și versiunea în neerlandeză, adaptare după versiunea francofonă.

## Muzică
Versuri în franceză

Ô Belgique, ô mère chérie,

À toi nos coeurs, à toi nos bras,

À toi notre sang, ô Patrie !

Nous le jurons tous, tu vivras !

Tu vivras toujours grande et belle

Et ton invincible unité

Aura pour devise immortelle :

Le Roi, la Loi, la Liberté ! (3 x)

Versuri în neerlandeză

O dierbaar België

O heilig land der vaad'ren

Onze ziel en ons hart zijn u gewijd.

Aanvaard ons hart en het bloed van onze adren,

Wees ons doel in arbeid en in strijd.

Bloei, o land, in eendracht niet te breken;

Wees immer u zelf en ongeknecht,

Het woord getrouw, dat ge onbevreesd moogt spreken:

Voor Vorst, voor Vrijheid en voor Recht. (3 x)

Traducere în română
a versiunii francofone
O Belgie, o măicuță dragă,

Ție inimile, brațele,

Ție sângele nostru, Patrie!

Tu vei trăi; noi o jurăm!

Tu vei trăi de-a pururi, frumoasă și mare,

Iar unitatea ta ne neînvins

Va avea ca deviză nemuritoare:

Regele, Legea, Libertatea!
Traducere în română
a versiunii neerlandofone
O Belgie dragă

Ție inimile, brațele

și sângele nostru, patrie sfântă!

Cu toții jurăm ca tu să trăiești,

să trăiești întodeauna, mare și frumoasă!

O țară, în unitate incasabilă

Fii todeauna tu însuți neîngenuncheată.

Deviza ta să nu moară niciodată:

Pentru Rege, pentru Libertate și pentru Justiție.

Vezi și: Imn național